# Théorie du cycle de vie
Pour les articles homonymes, voir Cycle de vie.
La théorie du cycle de vie est une théorie économique expliquant comment un agent économique choisit son niveau de consommation et son niveau d'épargne au cours de sa vie. Elle a été développée par Franco Modigliani en 1963.

## Théorie
L'âge détermine à la fois les revenus de l'individu et son patrimoine. L'enfant est un important prescripteur qui achète par parents interposés. L'adolescent a des besoins spécifiques et se montre influençable par les modes et les marques. Au début de sa vie d'adulte, l'individu a des revenus faibles, inférieurs à sa fonction de consommation, ce qui implique qu'il doive désépargner. Lors de sa vie active, l'individu peut rembourser ses dettes et constituer une épargne qui servira à financer la consommation de la période de vieillesse. Longtemps on a cru que le troisième âge constituait une clientèle peu accessible à la nouveauté et peu solvable face au marché. On constate maintenant qu'il s'agit de consommateurs disposant d'un pouvoir d'achat élevé, et dont la grande disponibilité fait qu'ils ont une grande variété de besoins spécifiques à satisfaire. La conséquence de cette théorie au niveau macroéconomique est de lisser les consommations au long de la vie, et de fournir une explication théorique à la stabilité de la propension moyenne à consommer sur le long terme, ce qui était une faille importante de la théorie keynésienne. Cette théorie a valu le Prix Nobel à son auteur en 1985.